# Барвинский, Андрей Олегович
Андрей Олегович Барвинский (род. 28 сентября 1955 года) — российский физик-теоретик, автор работ по квантовой гравитации и квантовой космологии, доктор физико-математических наук.

## Биография
В 1978 окончил физический факультет МГУ.
В 1980 защитил кандидатскую диссертацию «Методы квантовой теории гравитации и некоторые их приложения», выполненную под руководством А. А. Соколова. В 1996 — докторскую, тема: «Эффективное действие в квантовой теории гравитации и космологии».
В настоящее время[когда?] ведущий научный сотрудник Физического института им. П. Н. Лебедева РАН.

## Научная деятельность
Совместно с Вилковыским разработал формализм для описания квантовых полей в квазиклассическом пространстве-времени, теперь являющийся стандартным инструментом в квантовой гравитации и теоретической космологии.

### Публикации
Список публикаций: Barvinsky, Andrei O ResearcherID M-3883-2015

## Награды
- Премия имени А. А. Фридмана РАН (совместно с И. И. Ткачевым, А. Ю. Каменщиком, за 2017 год) — за цикл работ «Новые направления в космологии ранней и современной Вселенной»[6]